# Dysdera falciformis
Dysdera falciformis là một loài nhện trong họ Dysderidae.
Loài này thuộc chi Dysdera. Dysdera falciformis được miêu tả năm 1982 bởi José A. Barrientos & Ferrández.